# احمد غانم سلطان
احمد غانم سلطان (عربی: أحمد غانم سلطان؛ زادهٔ ۸ آوریل ۱۹۸۶) یک ورزشکار اهل مصر است.
از باشگاه‌هایی که در آن بازی کرده‌است می‌توان به باشگاه ورزشی زمالک، لگیا ورشو، و باشگاه ورزشی زمالک اشاره کرد.
وی همچنین در تیم ملی فوتبال Egypt U20 بازی کرده است.